# Championnats d'Afrique de trampoline 2004
Les championnats d'Afrique de trampoline  2004 se déroulent en décembre 2004 à Thiès, au Sénégal,
Les championnats comprennent des épreuves seniors et juniors. Ils sont organisés conjointement avec les Championnats d'Afrique de gymnastique artistique 2004 et les Championnats d'Afrique de gymnastique rythmique 2004.

## Médaillés
| Épreuve              | Or                                                 | Argent               | Bronze                 |
| -------------------- | -------------------------------------------------- | -------------------- | ---------------------- |
| Compétitions seniors |                                                    |                      |                        |
| Par équipes          | Algérie Lokmane Zakaria Sabour, Ali Djaber Brahimi | Afrique du Sud       | Namibie                |
| Hommes               | Djamel Loucif                                      | Nolan Angermund      | Lokmane Zakaria Sabour |
| Femmes               | Alicia Boucher                                     | Natasha van der Walt |                        |
| Compétitions juniors |                                                    |                      |                        |
| Par équipes          | Afrique du Sud                                     | Namibie              |                        |
| Hommes               | Carel-David Rautenbach                             | Strike Nkuna         | Offering Tlaka         |
| Femmes               | Bianca Budler                                      | Simoney Olivier      |                        |